# Isabel Risco
Isabel Martínez-Risco Valdivieso, conocida como Isabel Risco, nacida en la La Coruña el 7 de abril de 1975, es una actriz gallega. Ganadora del Premio Mestre Mateo de 2014 por su interpretación en la serie televisiva Era visto!.

## Trayectoria
Graduada en Pedagogía Teatral (2005), comenzó en el teatro universitario en 1997. Fue presentadora de galas, cuentacuentos y trabajó en la radio.

### Cine

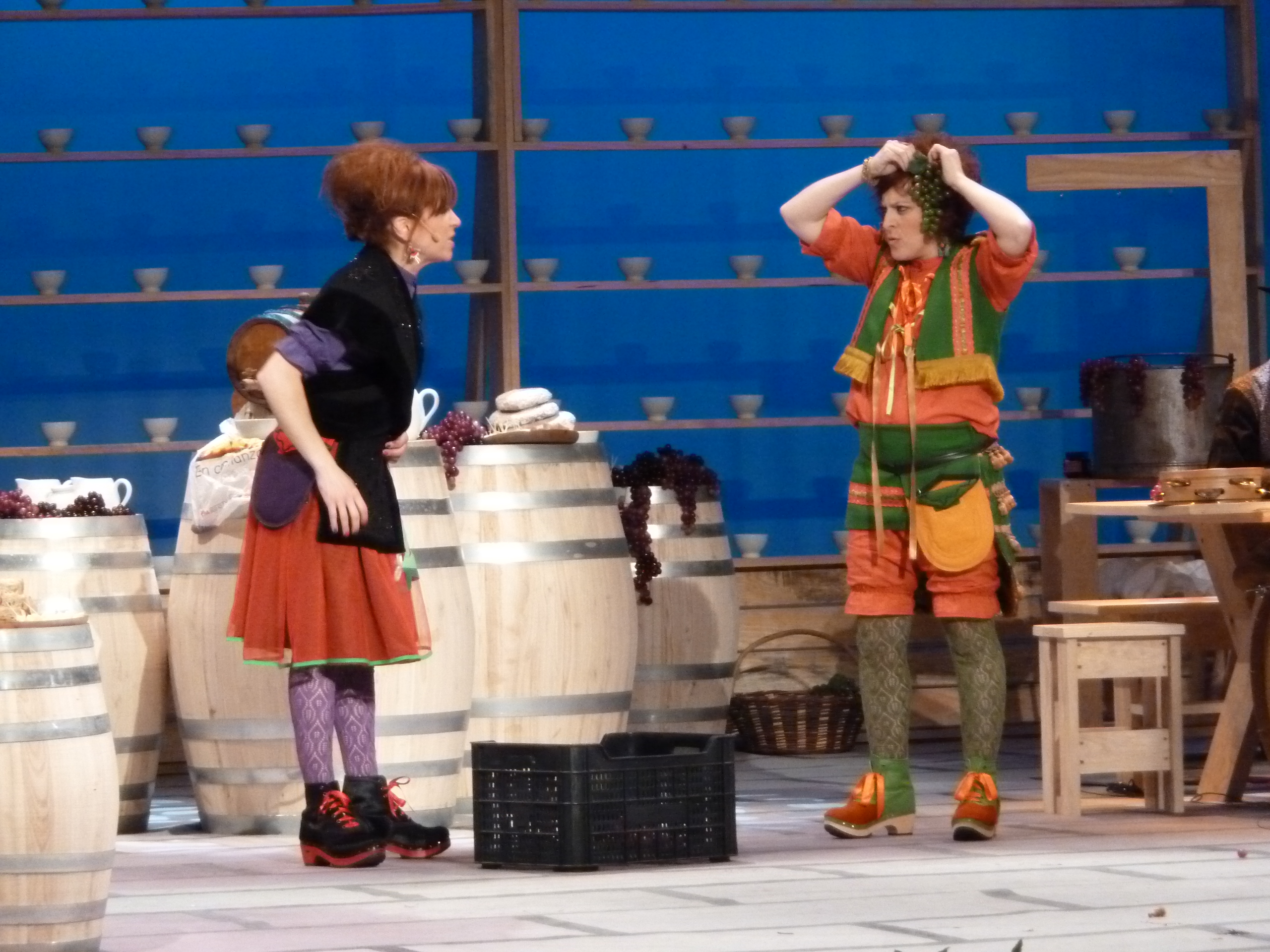
Isabel Risco actuando con Marián Bañobre en la gala de entrega de los Premios María Casares en el 2014.

En cine trabajó en Donde Está la Felicidad?, Los muertos van deprisa y en el cortometraje Tourettes.

## Otras actividades
Participa con el BNG, apareciendo en las listas de la formación nacionalista para las Elecciones al Parlamento Europeo de 2014.

## Galardones y nombramientos

### Premios Mestre Mateo
| Año  | Categoría               | Film       | Resultado |
| ---- | ----------------------- | ---------- | --------- |
| 2013 | Mejor actriz de reparto | Era visto! | Ganadora  |